# Bladi (Douroula)
Pour les articles homonymes, voir Bladi.
Ne doit pas être confondu avec Bladi (Bondokuy).
Bladi est un village du département et la commune rurale de Douroula, situé dans la province du Mouhoun et la région de la Boucle du Mouhoun au Burkina Faso.

## Éducation et santé
La commune accueille un centre de santé et de promotion sociale (CSPS).